# Tadeusz Rek

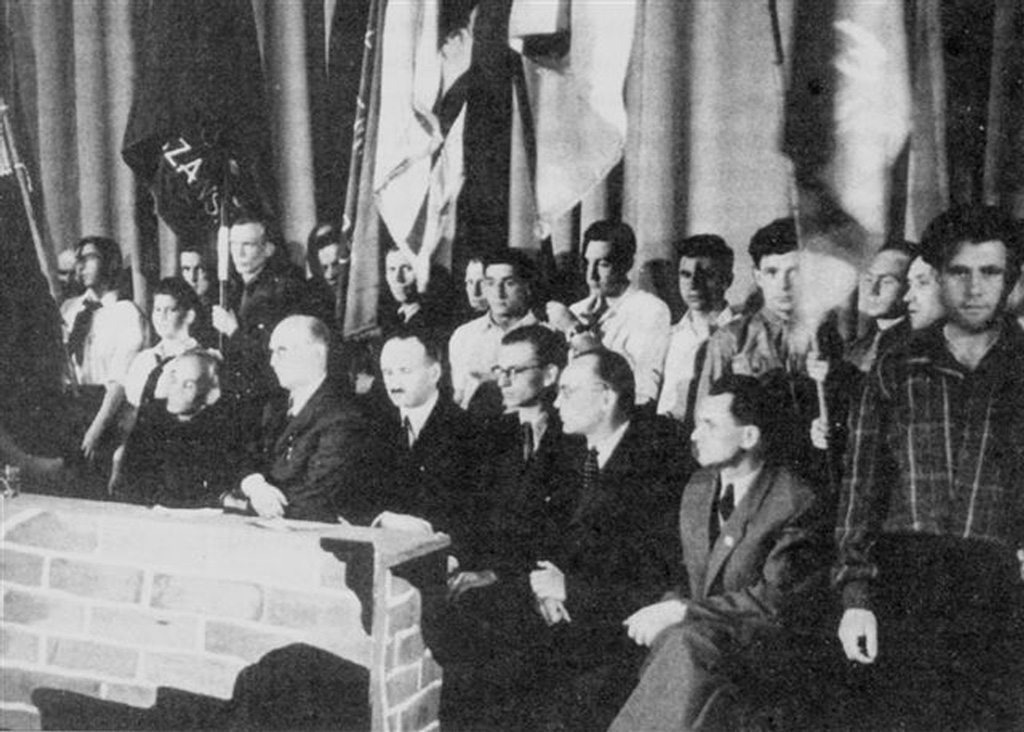
Działacze Żegoty w kwietniu 1946. Od prawej siedzą: Piotr Gajewski, Marek Ferdynand Arczyński, Władysław Bartoszewski, Adolf Berman, Tadeusz Rek

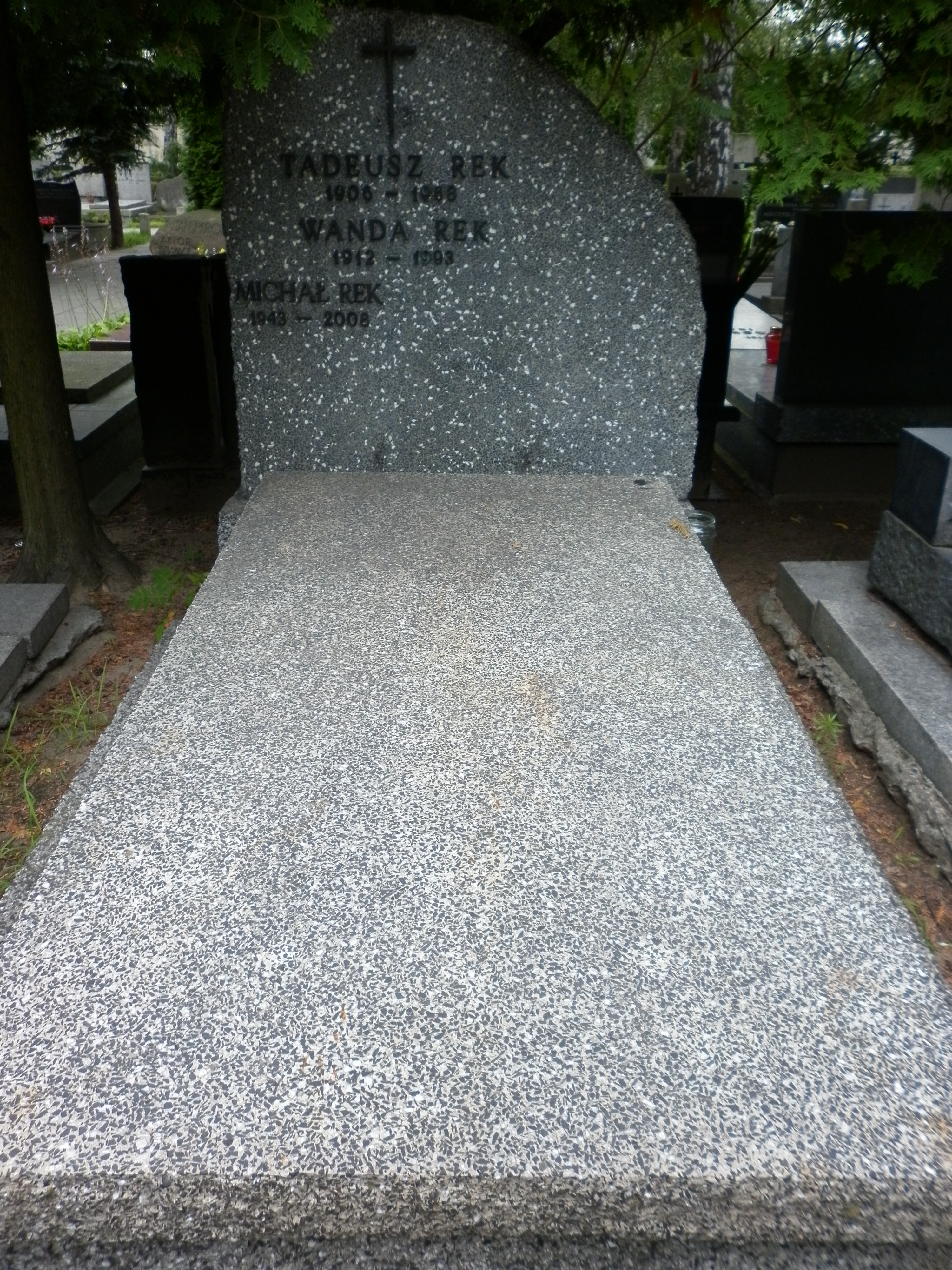
Grób Tadeusza Reka na Cmentarzu Powązkowskim

Tadeusz Rek, ps. Adam Cichy, Rakowiecki, Różycki, Słowiński, Michał Ulewicz (ur. 13 października 1906 w Ulowie, zm. 11 listopada 1968 w Warszawie) – polski prawnik, publicysta, działacz ruchu ludowego, wiceminister sprawiedliwości w okresie stalinowskim, sędzia Sądu Najwyższego w PRL, poseł do Krajowej Rady Narodowej, na Sejm Ustawodawczy oraz na Sejm PRL I kadencji.

## Życiorys
Urodził się w rodzinie chłopskiej. Kształcił się w gimnazjum w Nowym Mieście nad Pilicą i w Warszawie. W latach 1927–1931 studiował na WPiA UW. W 1939 uzyskał uprawnienia adwokackie. Należał do ZMW RP. Był kolejno: sekretarzem Zarządu Powiatowego ZMW RP w Sokołowie Podlaskim, zastępcą członka Rady Naczelnej Stronnictwa Ludowego (1933), sekretarzem Zarządu Wojewódzkiego ZMW RP w Lublinie (1934–1936) i od 1935 zasiadał w Naczelnym Komitecie Wykonawczym Stronnictwa Ludowego. Współredagował „Młodą myśl ludową”.
Po wybuchu II wojny światowej należał do warszawskiego kierownictwa Stronnictwa Ludowego „Roch”. Został aresztowany i osadzony na Pawiaku. W latach 1940–1941 w obozach koncentracyjnych Auschwitz-Birkenau i Neuengamme. W okresie 1942–1944 był wiceprzewodniczącym Rady Pomocy Żydom „Żegota”. Redagował także „Ku zwycięstwu” i „Przez walkę do zwycięstwa”.
W 1944 wstąpił do „lubelskiego” SL. W latach 1945–1946 należał do PSL, usunięty jako przeciwnik Stanisława Mikołajczyka. W 1945 zeznawał jako świadek w sprawie zamordowania w niejasnych okolicznościach działacza PSL Bolesława Ścibiorka. Z inspiracji PPR przed referendum w 1946 dokonał rozłamu w PSL, tworząc prokomunistyczną partię PSL „Nowe Wyzwolenie” (był jej pierwszym przywódcą, potem zastąpił go Bronisław Drzewiecki). W 1947 partia ta zjednoczyła się z SL. Po zjednoczeniu SL i PSL, w latach 1949–1964 był członkiem NKW nowej partii ZSL.
Był posłem do Krajowej Rady Narodowej, Sejmu Ustawodawczego i Sejmu I kadencji. Pełnił też funkcję wiceministra sprawiedliwości, a w latach 1946–1957 sędziego Sądu Najwyższego.
Był działaczem ZBoWiD, Stowarzyszenia Ateistów i Wolnomyślicieli oraz Towarzystwa Szkoły Świeckiej. Był członkiem Ogólnopolskiego Komitetu Frontu Jedności Narodu. Współpracował z Ludową Spółdzielnią Wydawniczą.
Opublikował liczne książki i artykuły, w tym pracę pt. Adwokatura. Jej funkcje i oblicze, Warszawa: Wydawnictwo Prawnicze, Warszawa 1953. Należał do komitetu redakcyjnego „Roczników Dziejów Ruchu Ludowego”.
Został pochowany na Cmentarzu Wojskowym na Powązkach (kwatera A2-tuje-19).

## Ordery i odznaczenia
- Krzyż Komandorski Orderu Odrodzenia Polski (1963)[4]